# Rikard Grip
Rikard Gustav Edvin Grip, född 17 april 1981 i Tierps församling i Uppsala län, är en svensk idrottsledare. Han var förbundskapten för svenska landslaget i längdskidor mellan 2010 och 2019. Efter sina ledaruppdrag åt längdskidlandslaget började han våren 2020 som generalsekreterare för skidskytteförbundet.
Grip började åka skidor i Månkarbo IF. Han gick sedan skidgymnasiet i Järpen. Han blev som bäst fyra i junior-SM 1998 men har sedan varit verksam som tränare och ledare inom längdåkning, bland annat som tränare för svenska damlandslaget i längdåkning.
Grip blev utsedd till Årets ledare vid Svenska idrottsgalan 2015.
Han är sedan 2014 gift med Jenny Hansson, tidigare längdskidåkare.